# 龙曲古城
龙曲古城，位于中国青海省兴海县唐乃亥乡沙那村，为第五批青海省文物保护单位，公布日期为1988年9月15日，类型为古遗址。
龙曲古城的历史年代为唐。